# 野又肇
野又 肇（のまた はじめ、1940年（昭和15年） - ）は、日本の経済学者・学校経営者。 学校法人野又学園2代理事長・社会福祉法人貞信福祉会初代理事長。北海道函館市出身。父は函館大学創立者の野又貞夫。子に野又淳司。

## 略歴
- 北海道函館中部高等学校、中央大学経済学部卒業
- 1966年（昭和41年）同大学院経済学研究科修了後（経済学修士）、野又学園事務局次長、函館大学商学部助手
- 1967年（昭和42年）函館大学商学部講師（1971年まで）
- 1971年（昭和46年）野又学園事務局長
- 1972年（昭和47年）函館短期大学付設調理師専門学校校長
- 1976年（昭和51年）野又学園理事長（2015年3月まで）、社会福祉法人貞信福祉会理事長
- 1977年（昭和52年）函館青年会議所27代理事長（1978年まで）
- 1988年（昭和63年）函館短期大学学長（2000年まで）
- 1996年（平成8年）学校法人野又学園学園長[2]
- 2000年（平成12年）函館ビジネスアカデミー専門学校校長

## 受賞歴
- 2000年　函館市功労者表彰
- 2010年　旭日中綬章[3]、函館市文化賞